# Bressuire
Bressuire je francouzské město a obec v departementu Deux-Sèvres v regionu Poitou-Charentes. V roce 2011 zde žilo 18 764 obyvatel. Je centrem arrondissementu Bressuire.

## Sousední obce
Argenton-les-Vallées, Boismé, Bretignolles, Cirières, La Coudre, Coulonges-Thouarsais, Courlay, Faye-l'Abbesse, La Forêt-sur-Sèvre, Geay, Chanteloup, La Chapelle-Gaudin, Chiché, Luché-Thouarsais, Moutiers-sous-Argenton, Nueil-les-Aubiers, Saint-Aubin-du-Plain, Voulmentin

## Vývoj počtu obyvatel
Počet obyvatel 